# 永井素岳
永井 素岳（ながい そがく、嘉永5年（1852年） - 大正4年（1915年）5月14日）は日本の明治時代から大正時代にかけての書家、作詞家、劇評家。

## 略歴
嘉永5年（1852年）に江戸の銀座の料理屋、玉の井の長男に生まれる。松花堂流や勘亭流の書をよくし、歌舞伎、長唄に詳しかった。明治維新の後は家督を弟に譲って各地を放浪しながら、清元『青海波』や長唄『多摩川』などの作詞を手がけている。また音楽学校の邦楽調査委員を務めた。

## 作品
- 『図案服紗合』 久保田米僊、素岳編 大倉書店刊 1894年
- 「都の花」 墨絵